# Municipio de Walden (condado de Cass)
El municipio de Walden (en inglés: Walden Township) es un municipio ubicado en el condado de Cass, en el estado estadounidense de Minnesota. En 2010 tenía una población de 500 habitantes y una densidad de 5,34 personas por km².

## Geografía
El municipio de Walden se encuentra ubicado en las coordenadas 46°40′0″N 94°28′16″O / 46.66667, -94.47111. Según la Oficina del Censo de los Estados Unidos, el municipio tiene una superficie total de 93.67 km², de la cual 93,59 km² corresponden a tierra firme y (0,09 %) 0,08 km² es agua.

## Demografía
Según el censo de 2010, había 500 personas residiendo en el municipio de Walden. La densidad de población era de 5,34 hab./km². De los 500 habitantes, el municipio de Walden estaba compuesto por el 97,2 % blancos, el 0,2 % eran afroamericanos, el 0,8 % eran amerindios, el 0,6 % eran asiáticos, el 0,2 % eran de otras razas y el 1 % eran de una mezcla de razas. Del total de la población el 0,2 % eran hispanos o latinos de cualquier raza.